# Pelej
Pelej (grč. Πηλεύς, Pêleús) u grčkoj mitologiji Ahilejev je otac i Tetidin muž, Endidin i Eakov sin iz Egine.

## Mitologija

### Pelej i Antigona
Pelej i njegov brat Telamon ubili su svojeg polubrata Foka i pobjegli iz Egine da bi izbjegli kaznu. U Ftiji ga je Eurition pročistio te se oženio njegovom kćeri Antigonom. Pelej je nehotice ubio Euritiona tijekom lova na kalidonskog vepra.

### Pelej i Astidamija
Akast ga je potom pročistio u Jolku. Akastova žena Astidamija zaljubila se u Peleja, ali ju je on odbio. Ogorčena je poslala glasnika Antigoni da joj kaže da će se Pelej oženiti Akastovom kćeri. Antigona se potom objesila.
Astidamija je potom rekla Akastu da ju je Pelej pokušao silovati. Akast je poveo Peleja u lov i sakrio mu mač, a potom ga je napustio prije nego što ih je napala skupina kentaura. Hiron, mudri kentaur, vratio je Pelejev mač te je on uspio pobjeći. Opljačkao je Jolk i izopćio Astidamiju, a potom se vratio sa svojom vojskom.

### Pelej i Tetida
Apolodor govori da su Tetidi udvarali Zeus i Posejdon, ali je njezinu ruku dobio smrtnik Pelej (nakon Antigonine smrti), jer je proročanstvo (Temida, Prometej ili Kalhant) govorilo da će njezin sin postati veći od svoga oca. Zeus i Posejdon dogovorili su se da će je dati smrtniku, ali je to ona odbila.
Hiron, mudri Kentaur, koji će poslije postati učitelj Tetidina sina Ahileja, savjetovao je Peleju da je pronađe dok spava, a onda neka je sveže da mu ne može pobjeći mijenjanjem oblika. Ona je mijenjala oblike, postala je plamen i bijesni lav (usporediti s morskim bogom Protejom), ali je Pelej izdržao te je ona pristala udati se za nj.

Njihovo je vjenčanje slavljeno na gori Pelionu gdje su došla i sva božanstva na gozbu. Apolon je svirao liru, a Muze su pjevale. Kentaur Hiron darovao je Peleju koplje, a Posejdon besmrtne konje - Balija i Ksanta. No, Erida, božica razdora, nije bila pozvana. Stoga je bacila zlatnu jabuku na kojoj je pisalo da je za najljepšu. To je izazvalo razdor među božicama - Herom, Atenom i Afroditom, a konačan je sud o najljepšoj donio Paris (
).

### Smrt
Postoje dvije inačice Pelejove sudbine. Prva govori da ga je Akastov sin prognao iz Ftije te je umro. Druga govori da je iznova sjedinjen s Tetidom te su ga bogovi učinili besmrtnim.

## Vanjske poveznice
- Pelej u grčkoj mitologiji